# Bathocepheus concavus
Bathocepheus concavus är en kvalsterart som beskrevs av Aoki 1978. Bathocepheus concavus ingår i släktet Bathocepheus och familjen Carabodidae. Inga underarter finns listade.